# Rajcza (stacja kolejowa)
Rajcza – stacja kolejowa w Rajczy, w województwie śląskim, w Polsce.

## Ruch pasażerski
| Rok  | Wymiana pasażerska na dobę |
| ---- | -------------------------- |
| 2017 | 50-99                      |
| 2022 | 100-149                    |

Dworzec na stacji Rajcza został wzniesiony około 1884 roku według projektu Stefana Fussgängera.